# Élisabeth Charlaix
Élisabeth Charlaix (* 23. Oktober 1958) ist eine französische Physikerin.

## Karriere
Charlaix wurde 1987 an der Universität Paris VI und École supérieure de physique et de chimie industrielles de la ville de Paris (ESPCI) promoviert (Dispersion en milieu poreux : mise en évidence de longueurs caractéristiques). Ihre Doktorarbeit fertigte sie bei Étienne Guyon an. Sie war als Post-Doktorandin bei Exxon in deren Forschungslaboren in New Jersey, wobei sie für die Ölexploration und -förderung anwendbare Forschung betrieb (Rückschlüsse auf die Durchlässigkeit des Bodens aus der elektrischen Leitfähigkeit). Danach war sie ab 1989 an der École normale supérieure de Lyon (Labor für Physik bei Jean-Pierre Hansen) und dann Professorin an der Universität Lyon I (Claude-Bernard) am Labor LPMCN (Laboratoire de physique de la matière condensée et des nanostructures). Ab 2010 war sie am Laboratoire interdisciplinaire de physique der Universität Grenoble.

## Forschungstätigkeit
Sie befasst sich mit porösen und granulären Medien und Nanofluidik. Sie erforschte Benetzung (teilweise mit Jean-François Joanny) und Flüssigkeiten nahe Festkörperoberflächen (Grenzschichten) unter anderem mit einem Apparat für Oberflächenkräfte. Zuerst nutzte sie den Apparat an der École centrale von Lyon, baute dann aber 1996 einen Apparat für ihr eigenes Labor mit einigen Neuerungen (unterstützt von ihren Schülern Jérôme Crassous und Frédéric Réstagno). Der Apparat erlaubt Verschiebungen im Angström Bereich zu messen und erlaubt auch kleine mechanische Oberflächenschwingungen anzustoßen. Damit studierte sie die Bildung von Flüssigkeitsbenetzung zwischen Oberflächen in granularer Materie, die sich zum Beispiel aufgrund der Luftfeuchtigkeit in Mehl bildet und die große Kapillarkräfte ausübt, die die Kohäsion des Materials erhöhen. Außerdem interessierte sie sich für ein Phänomen, das wie bekannt war in der russischen Militärtechnik Anwendung fand: hat man ein Material mit Nanoporen, bewirkt deren Füllung mit Flüssigkeit einen großen Widerstand des Materials gegen Kompression. Kapillarkräfte reichen für die Füllung aber nicht aus. Die Untersuchung 2002 ergab, dass nur bestimmte Flüssigkeiten in die Poren gleiten.

## Ehrungen
2006 erhielt Charlaix den Prix Jean Ricard und 2009 die Silbermedaille des CNRS. Für 2022 wurde ihr der Hydrodynamik-Preis der American Physical Society zugesprochen. Sie ist Seniormitglied des Institut Universitaire de France und Ritter der Ehrenlegion.